# Карпоеды
Карпое́ды, или ка́рповые вши (лат. Branchiura) — подкласс ракообразных из класса Maxillopoda. Большинство представителей — эктопаразиты морских и пресноводных рыб; небольшое число паразитирует на головастиках земноводных.

## Классификация
В современности подкласс представлен одним отрядом Arguloida, состоящим из единственного семейства Argulidae и 4 родов, в которых описано около 200 видов:
- Argulus O.F. Müller, 1785 (синонимы:  Agenor Risso, 1827,  Diprosia Rafinesque, 1814,  Huargulus Yü, 1938,  Ozolus Latreille, 1802) — 126 видов;
- Chonopeltis Thiele, 1900 — 15 видов;
- Dipteropeltis Calman, 1912 (синонимы:  Talaus Moreira, 1913,  Moreiriella Leitao, 1914) — 1 вид;
- Dolops Audouin, 1837 (синоним:  Gyropeltis Heller, 1857) — 13 видов;

Второй отряд Cyclida считается полностью вымершим.